# Jan Potoczek
Jan Potoczek (16. dubna 1857 Rdziostów – 3. prosince 1941 Świniarsko) byl rakouský a polský agrární politik z Haliče, na konci 19. a počátku 20. století poslanec Říšské rady, v meziválečném Polsku poslanec Sejmu.

## Biografie
Pocházel z rolnické rodiny. Jeho bratrem byl politik Stanisław Potoczek (1849–1919). Jan Potoczek navštěvoval jen krátce školu, následně se vzdělával sám. Od roku 1885 byl majitelem zemědělského hospodářství v Świniarsku. Angažoval se ve veřejném a politickém životě. V letech 1890–1896 pracoval na krajském úřadu v Nowém Sączu. V roce 1893 založil s bratrem Stanisławem stranu Związek Stronnictwa Chłopskiego (Svaz rolnické strany), která sídlila v Nowém Sączu. V letech 1893–1900 byl jejím předsedou. Měl silné kontakty na haličské rolnictvo a strana si díky tomu získala značný vliv. V roce 1896 inicioval založení rolnického družstva v Nowém Sączu. V roce 1899 navrhoval utvoření svazu všech agrárních stran v monarchii. V letech 1900–1906 zasedal v redakci listu Związek Chłopski a publikoval zde četné články.
Na konci 19. století se zapojil i do celostátní politiky. Ve volbách do Říšské rady roku 1891 získal mandát v Říšské radě (celostátní zákonodárný sbor) za kurii venkovských obcí, obvod Nowy Sącz, Limanowa atd. Za týž obvod byl zvolen i ve volbách do Říšské rady roku 1897 a volbách do Říšské rady roku 1901. Ve volbách do Říšské rady roku 1907 zvolen nebyl a v parlamentu zasedl opět až ve volbách do Říšské rady roku 1911, kdy byl zvolen za obvod Halič 48. Byl členem poslanecké frakce Polský klub. Ve vídeňském parlamentu setrval až do zániku monarchie. K roku 1911 se profesně uvádí jako zemědělec.
V letech 1919–1922 byl poslancem polského Sejmu. Pak se stáhl z politiky.